# راهدار خانة (ألقورات)
راهدار خانة (بالفارسية: راهدارخانه) هي مستوطنة تقع في إيران في قسم ألقورات الريفي.